# Park féminin aux Jeux olympiques d'été de 2024
Cet article traite de l'épreuve féminine. Pour la compétition masculine, voir Park masculin aux Jeux olympiques d'été de 2024.
Pour des articles plus généraux, voir Jeux olympiques d'été de 2024 et Skateboard aux Jeux olympiques.
Navigation
Tokyo 2020 Los Angeles 2028
L'épreuve féminine de park en skateboard aux Jeux olympiques d'été de 2024 à Paris a lieu le 6 août 2024, au sein du parc urbain de la Concorde.

## Médaillées
| Or               | Argent              | Bronze          |
| Arisa Trew (AUS) | Kokona Hiraki (JPN) | Sky Brown (GBR) |

## Format de la compétition
Les skateuses disputent un tour de qualification à l'issue duquel les 8 meilleures se qualifient pour la finale.
Elles effectuent chacune 3 runs et seul le meilleur score est retenu.

## Calendrier
| Date         | Horaire | Manche         |
| ------------ | ------- | -------------- |
| Mardi 6 août | 12 h 30 | Qualifications |
| Mardi 6 août | 17 h 30 | Finale         |

## Résultats détaillés
Les huit premières se qualifient pour la finale (Q).
| Rang | Skateuse          | Pays            | Runs  | Runs  | Runs  | Notes |
| Rang | Skateuse          | Pays            | 1     | 2     | 3     | Notes |
| ---- | ----------------- | --------------- | ----- | ----- | ----- | ----- |
| 1    | Kokona Hiraki     | Japon           | 85,04 | 88,07 | 25,34 | Q     |
| 2    | Bryce Wettstein   | États-Unis      | 21,76 | 75,22 | 85,65 | Q     |
| 3    | Hinano Kusaki     | Japon           | 44,00 | 52,21 | 85,11 | Q     |
| 4    | Sky Brown         | Grande-Bretagne | 84,75 | 71,55 | 10,66 | Q     |
| 5    | Heili Sirvio      | Finlande        | 58,96 | 83,42 | 69,90 | Q     |
| 6    | Arisa Trew        | Australie       | 72,15 | 82,95 | 64,95 | Q     |
| 7    | Naia Laso         | Espagne         | 29,39 | 82,49 | 29,43 | Q     |
| 8    | Dora Varella      | Brésil          | 76,57 | 82,29 | 69,30 | Q     |
| 9    | Isadora Pacheco   | Brésil          | 82,07 | 63,66 | 64,48 |       |
| 10   | Sakura Yosozumi   | Japon           | 79,70 | 20,04 | 9,33  |       |
| 11   | Ruby Tew          | Australie       | 77,89 | 61,35 | 70,80 |       |
| 12   | Raicca Ventura    | Brésil          | 76,24 | 64,33 | 56,86 |       |
| 13   | Ruby Lilley       | États-Unis      | 74,98 | 75,07 | 2,66  |       |
| 14   | Lilly Stoephasius | Allemagne       | 71,79 | 40,76 | 74,40 |       |
| 15   | Lola Tambling     | Grande-Bretagne | 73,85 | 53,05 | 19,50 |       |
| 16   | Emilie Alexandre  | France          | 72,13 | 72,94 | 73,48 |       |
| 17   | Julia Benedetti   | Espagne         | 4,33  | 8,50  | 70,27 |       |
| 18   | Zheng Haohao      | Chine           | 63,19 | 16,01 | 16,07 |       |
| 19   | Minna Stess       | États-Unis      | 20,10 | 54,71 | 54,53 |       |
| 20   | Fay Ebert         | Canada          | 18,66 | 30,00 | 51,82 |       |
| 21   | Nana Taboulet     | France          | 7,41  | 29,53 | 42,33 |       |
| 22   | Aya Asaqas        | Maroc           | 13,68 | 2,00  | 12,80 |       |

| Rang                                | Skateuse        | Pays            | Runs  | Runs  | Runs  |
| Rang                                | Skateuse        | Pays            | 1     | 2     | 3     |
| ----------------------------------- | --------------- | --------------- | ----- | ----- | ----- |
| Médaille d'or, Jeux olympiques      | Arisa Trew      | Australie       | 35,53 | 90,11 | 93,18 |
| Médaille d'argent, Jeux olympiques  | Kokona Hiraki   | Japon           | 91,98 | 79,79 | 92,63 |
| Médaille de bronze, Jeux olympiques | Sky Brown       | Grande-Bretagne | 80,57 | 91,60 | 92,31 |
| 4                                   | Dora Varella    | Brésil          | 85,06 | 77,62 | 89,14 |
| 5                                   | Heili Sirvio    | Finlande        | 71,40 | 71,56 | 88,89 |
| 6                                   | Bryce Wettstein | États-Unis      | 88,12 | 9,66  | 73,26 |
| 7                                   | Naia Laso       | Espagne         | 59,85 | 7,66  | 86,28 |
| 8                                   | Hinano Kusaki   | Japon           | 2,66  | 17,86 | 69,76 |